# Movin' Melodies
Movin' Melodies es el álbum debut de André Tanneberger, bajo el nombre de ATB. Fue lanzado en Alemania el 26 de abril de 1999 por el sello discográfico Kontor Records. Incluye los sencillos 9pm (Till I Come), Don't Stop y Killer. El álbum fue escrito y producido por el mismo ATB.

## Lista de canciones

### Movin' Melodies
1. "The first tones"
2. "Emotion"
3. "Underwater world"
4. "Zwischenstück"
5. "9pm (Till I Come)"
6. "Killer (Adamski song)"
7. "Too Much Rain" (ATB vs. Woody Van Eyden Mix)
8. "Don't Stop! (ATB_song)"
9. "Obsession"
10. "My dream"
11. "Kayama"
12. "Beach vibes (EFF)"
13. "Movin' melodies"
14. "Sunburn"
15. "9 pm (Till I come)" (Signum Mix) (Bonus Track)

### Movin' Melodies (Special Edition 1)
- 01. "The first tones"
- 02. "Emotion"
- 03. "Underwater world"
- 04. "Zwischenstück"
- 05. "9pm (Till I Come)"
- 06. "Killer (UK Edit)"
- 07. "Don't Stop! (ATB_song)"
- 08. "Obsession"
- 09. "My dream"
- 10. "Kayama"
- 11. "Beach vibes (EFF)"
- 12. "Movin' melodies"
- 13. "Sunburn"
- 14. "Don't Stop!" (Sash! Remix)

Bonus Interactive CD :
- 01. "Killer" (Lost Witness Dub)
- 02. "Don't Stop!" (Quake Remake)
- 03. "9PM (Till I Come)" (Matt Darey Remix)
- 04. "9PM (Till I Come)" (Video)
- 05. "Don't Stop (Video)"
- 06. Biography & Photos
- 07. Free Screensaver
- 08. VIP Website Access

### Movin' Melodies (Special Edition 2)
- 01. "The first tones"
- 02. "Emotion"
- 03. "Underwater world"
- 04. "Zwischenstück"
- 05. "9pm (Till I Come)(UK Edit)"
- 06. "Killer (Adamski song)"
- 07: "Don't Stop!(UK Edit)"
- 08. "Obsession"
- 09. "My dream"
- 10. "Kayama"
- 11. "Beach vibes (EFF)"
- 12. "Movin' melodies"
- 13. "Sunburn"
- 14. "9PM (Till I Come)(Matt Darey Remix)"

Bonus Interactive CD :
- 01. "Don't Stop!" (Quake Remake)
- 02. "9PM (Till I Come)" (Bent Remix)
- 03. "9PM (Till I Come)" (Nick Muir's Come Mix)
- 04. "9PM (Till I Come)" (Video)
- 05. "Don't Stop!" (Video)
- 06. Biography & Photos
- 07. Free Screensaver
- 08. VIP Website Access

### Movin' Melodies (Portugal Edition)
Disc 1 :
- 01. "The first tones"
- 02. "Emotion"
- 03. "Underwater world"
- 04. "Zwischenstück"
- 05. "9pm_(Till I Come)"
- 06. "Killer (Adamski song)"
- 07. "Too Much Rain" (ATB vs. Woody Van Eyden Mix)
- 08. "Don't Stop!"
- 09. "Obsession"
- 10. "My dream"
- 11. "Kayama"
- 12. "Beach vibes (EFF)"
- 13. "Movin' melodies"
- 14. "Sunburn"
- 15. "9 pm (Till I come)" (Signum Mix) (Bonus Track)

Disc 2 :
- 01. "Bob Marley vs. Funkstar De Luxe - Sun Is Shining" (ATB Club Mix)
- 02. "ATB - Don't Stop!" (SQ-1 Mix)
- 03. "Candy Beat - Saxy '99" (ATB Remix)
- 04. "SQ-1 - Can U Feel..."
- 05. "ATB - Killer (Video Edit)
- 06. "Sash! - Colour The World" (ATB Remix)
- 07. "Miss Jane - It's A Fine Day" (ATB Remix)
- 08. "ATB - 9PM (Till I Come)" (Sequential One '99 Remix)
- 09. "Blank & Jones - Cream" (ATB Remix)
- 10. "Woody Van Eyden - Get Ready"
- 11. "United Deejays For Central America - Too Much Rain" (ATB vs Woody Van Eyden Radio Edit)
- 12. "ATB - Don't Stop!" (ATB Remix)